# Nyctemera howa
Nyctemera howa är en fjärilsart som beskrevs av Embrik Strand 1909. Nyctemera howa ingår i släktet Nyctemera och familjen björnspinnare. Inga underarter finns listade i Catalogue of Life.